# ميغلوتول
ميغلوتول هو أحد أدوية تخفيض الكوليسترول.

## أسماؤه الأخرى
- 3-هيدروكسي-3-مثيل حامض الكلوتاريك
- ب-هيدروكسي-ب-مثيل حامض الكلوتاريك
- حامض الدايكلوتاريك
- 3-هيدروكسي-3-مثيل حامض البنتاندايويك

## الأسماء التجارية
- ميفالون (Mevalon)، غير متوفر حاليا أو محدود الاستخدام.